# David Otunga
David Daniel Otunga, Sr. (Elgin, Estados Unidos, 7 de abril de 1980) es un abogado y ex luchador profesional estadounidense. Otunga es conocido por su trabajo para la empresa WWE. Obtuvo dos veces el Campeonato en Parejas de la WWE, una vez junto a John Cena y otra junto a Michael McGillicutty, además, Pro Wrestling Illustrated lo escogió como el debutante del año en 2010.

## Reality Show
Otunga fue elegido para participar en el Show I Love New York 2, usando el apodo "Punk". Fue eliminado en el décimo episodio.

## Carrera

### World Wrestling Entertainment / WWE

#### 2008-2010
En noviembre del 2008, Otunga firmó un contrato con la World Wrestling Entertainment y fue asignado a la Florida Championship Wrestling. donde hizo su debut el 29 de mayo del 2009, con el nombre Dawson Alexander, Esq. en el Tag Team donde hizo equipo con Barry Allen y Jon Cutler para derrotar a Abraham Saddam Washington, Derrick Bateman y Tonga.
El 16 de febrero del 2010, se anunció que Otunga lucharía en NXT bajo su verdadero nombre, con R-Truth como su mentor. Hizo su debut, como face, en el episodio inaugural de NXT el 23 de febrero donde derrotó a Darren Young. Young derrotó a Otunga en la revancha gracias a la interferencia del mentor de Young, CM Punk. Después de la lucha, R-Truth trató de ayudar, pero ambos se enzarzaron en una pelea tras bastidores, cambiando a heel. En el episodio del 30 de marzo de NXT. Otunga ganó una Battle Royal, ganando el derecho de ser el Guest Host de RAW de la semana siguiente.
En el RAW donde fue Guest Hots hizo equipo con John Cena para enfrentarse por los Campeonatos Unificados en Parejas de la WWE a los campeones Big Show & The Miz siendo derrotados luego que Otunga abandonara a Cena y posteriormente introduciera a Batista a atacarlo. El 12 de abril en RAW fue derrotado por Cena. En la edición del 1 de junio de NXT quedó en segundo lugar siendo Wade Barrett el ganador de NXT. El 7 de junio de 2010 en RAW, Otunga y los demás rookies de NXT atacaron a John Cena, CM Punk y varios empleados y destrozaron equipos de alrededor del ring. Dos semanas después, fue contratado en RAW junto con los seis otros rookies de la primera temporada de NXT por Vince McMahon. Tras esto, atacaron también a McMahon, formando el equipo The Nexus. En SummerSlam fue eliminado en la lucha que Nexus perdió contra el equipo WWE, siendo eliminado por Chris Jericho. Más tarde, Cena se vio obligado a unirse a The Nexus, como resultado de perder ante Barrett en Hell in a Cell. En Bragging Rights hizo equipo con John Cena derrotando a Drew McIntyre & "Dashing" Cody Rhodes ganando los Campeonatos en Parejas de la WWE. Sin embargo los perdieron el día siguiente en RAW ante sus compañeros de The Nexus, Justin Gabriel & Heath Slater al obligarlo Barrett a Otunga a dejarse perder. El 5 de noviembre, Otunga, quien había cuestionado el liderazgo de Barrett en las últimas semanas, llevó a Nexus, menos Barrett y Cena, a una invasión a SmackDown!. Barrett no aprobaba la decisión de Otunga de invadir SmackDown por lo que Otunga el 12 de noviembre en SmackDown defendió su lugar en Nexus derrotando a Edge en un Lumberjack Match luego de la intervención de Kane manteniendo su lugar en The Nexus. 
Un mes más tarde, Otunga comenzó a rebelarse en contra de Barrett con el resto de Nexus sin que el supiera. Después el junto a los demás miembros desobedecieron órdenes directas de Barrett. Otunga en una ocasión obligó a Barrett a contratar a John Cena o si no lo iban a expulsar ellos mismos del stable.

#### 2011

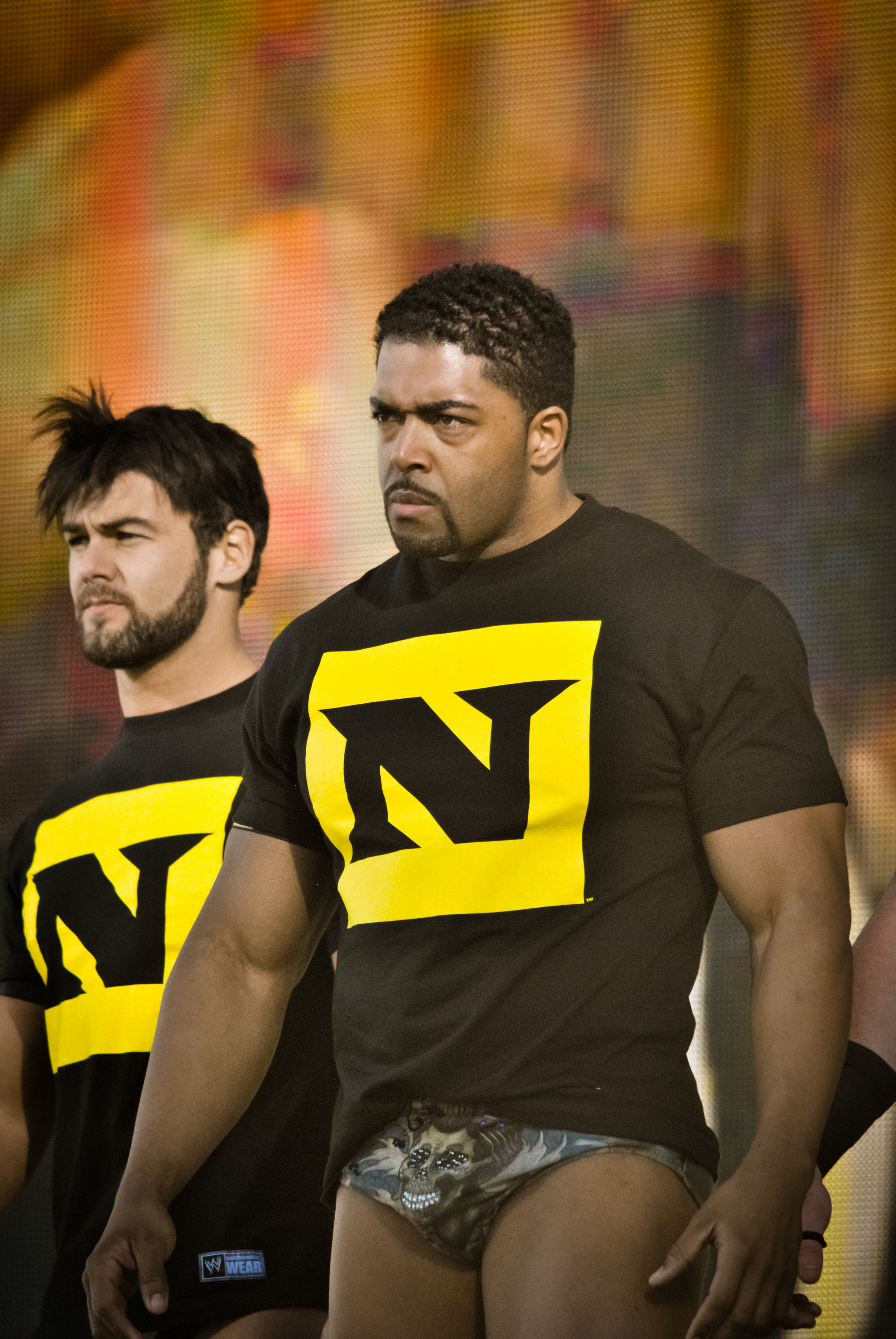
Otunga ha sido la única persona que ha estado en todas las encarnaciones de The Nexus.

El 27 de diciembre Barrett fue expulsado de Nexus y CM Punk tomó su lugar como líder del grupo. En la edición del 10 de enero de 2011 en RAW, pasó su prueba como iniciación para mantenerse en The Nexus siendo atacado por Big Show.
Participó en el Royal Rumble, pero no logró ganar, siendo eliminado por John Cena. Tras esto, a finales de febrero, se anunció que Punk enfrentaría a Randy Orton en WrestleMania XXVII, por lo que cada miembro de The New Nexus tendría que enfrentar a Orton para ganar el derecho de acompañar a Punk a su lucha a WrestleMania. El 7 de marzo Otunga perdió el combate ante Randy Orton, quien le aplicó un "Running Punt Kick" y le causó una contusión cerebral (Kayfabe). Hizo su regreso en RAW del 11 de abril distrayendo y luego atacando a Randy Orton junto a The New Nexus para que quede fuera de la lucha por el título en Extreme Rules. El 23 de mayo en RAW, Otunga hizo equipo con Michael McGillicutty frente a Big Show & Kane y así convertirse en los nuevos Campeones en Parejas de la WWE.
Durante su reinado como campeones, The New Nexus se disolvió, manteniéndose ambos como pareja defendiendo exitosamente los campeonatos el 29 de julio frente a The Usos y derrotando en varias ocasiones a Santino Marella y Zack Ryder hasta que el 22 de agosto perdieron los títulos ante Kofi Kingston & Evan Bourne. Luego, tuvieron un pequeño feudo con Jerry Lawler, quien decía que la pareja era demasiado cómica, siendo derrotados por Lawler y diferentes compañeros. El dúo se separó cuando Otunga se convirtió en el asistente de John Laurinaitis.

#### 2012
A finales del año 2011, Laurinaitis le aconsejó para ayudar a los luchadores descontentos con sus conocimientos jurídicos para planificar una demanda contra Triple H, Director de Operaciones de la WWE y desde ese entonces, Otunga se convirtió en ayudante y abogado de Laurinaitis. La semana siguiente en Raw, Otunga abandonó Triple H con otros luchadores, Divas y árbitros después de un "voto de censura" para Triple H como Gerente General de Raw. Regresó a la acción en el ring el 29 de noviembre en SmackDown Holiday Special, donde fue derrotado por Randy Orton en un Miracle on 34th Street Fight Match. En el episodio del 23 de diciembre de SmackDown, canceló un combate # 1 de Contender entre The Big Show y Mark Henry debido a la lesión en la pierna de este último; fue noqueado por Show como resultado. Otunga enfrentó a The Big Show en el episodio del 26 de diciembre de Raw y el episodio del 30 de diciembre deSmackDown, pero perdió ambos partidos. Otunga participó en el Royal Rumble entrando como el número 28, pero fue eliminado por Chris Jericho. En Elimination Chamber, junto a Alberto Del Rio, Christian y Mark Henry apoyaron a John Laurinaitis para que fuera General Mánager tanto RAW como SmackDown. Posteriormente ayudó a John Laurinaitis en su feudo con el SmackDown General Mánager Theodore Long, derrotando a Ezekiel Jackson el 20 de febrero en Raw y el 21 de febrero en Super SmackDown. En el episodio del 12 de marzo de Raw , se anunció que Otunga sería el capitán del equipo de Laurinaitis para la batalla por el control de la lucha por equipos de 12 hombres en WrestleMania. Fue el capitán del equipo de John Laurinaitis en Wrestlemania XXVIII derrotando al equipo de Theodore Long, con lo que ayudó a Laurinaitis a quedarse con el poder de RAW y SmackDown. El 16 de abril luchó por el Campeonato de los Estados Unidos de Santino Marella pero perdió. Otunga no aparecería en televisión desde el 23 de abril al estar con su novia, Jennifer Hudson, durante el juicio por asesinato de William Balfour, en Chicago. Otunga regresaría a la televisión el 14 de mayo, en el segmento donde John Laurinaitis despide a Big Show. Otunga participaría en la People Power Battle Royal en Over the Limit, donde el ganador recibiría una oportunidad al Campeonato de los Estados Unidos o al Campeonato Intercontinental, quedando entre los 3 últimos, pero fue eliminado por Christian. En el Pre Show de No Way Out fue derrotado por Brodus Clay, luego de que Otunga no volviera a la cuenta de 10 al ring. Al día siguiente en RAW, Otunga hizo equipo con Laurinaitis y Big Show para enfrentar a John Cena. Antes del combate, Show les abandonó y Otunga también abandonaría a Laurinaitis luego de que este se negara a darle el relevo, lo que después terminaría con Cena rindiendo con un STF y 3 Attitude Adjustment. La semana siguiente, Otunga atacó a Brodus Clay con un golpe bajo en SmackDown antes de su combate con Big Show. Tras el despido de Laurinaitis, Otunga luchó solo. Su feudo con Brodus Clay llegó a su fin el 2 de julio en RAW, luego de ser derrotado junto a The Prime Time Players & Cody Rhodes por Christian, Santino Marella, R-Truth & Kofi Kingston y después del combate ser atacado con un Splash por Clay. Otunga publicó en Twitter que estaría un tiempo fuera de televisión ya que estaría filmando la nueva película de WWE Studios, "The Hive". Otunga regresó a televisión el 20 de agosto en RAW, confrontando a la entonces RAW General Mánager AJ Lee, quién le puso en un combate frente a Big Show en el cual fue derrotado. Desde el 3 de septiembre, Otunga abogó a favor de Ricardo Rodríguez y Alberto Del Rio en contra de Sheamus e intentó que anularan la Brogue Kick, lo cual consiguió el 7 de septiembre, tras ser derrotado por Sheamus en SmackDown. Sin embargo, en Night of Champions fue pateado por la Brogue Kick de Sheamus, la cual en ese mismo día se reactivó. En Survivor Series formó parte del Team Ziggler (Dolph Ziggler, Wade Barrett, Alberto Del Rio, Damien Sandow & Otunga) reemplazando al lesionado Cody Rhodes, el cual derrotó al Team Foley (Randy Orton, Kane, Daniel Bryan, Kofi Kingston y The Miz), sin embargo en el combate fue eliminado por Bryan. A finales del año 2012, Otunga tuvo una racha de derrotas frente a Santino Marella el 29 de noviembre en Superstars, The Great Khali el 30 de noviembre en SmackDown, el 6 de diciembre en Superstars Brodus Clay con Khali como árbitro especial, Hornswoggle como el campanero y Natalya como comentarista, el 17 de diciembre en RAW nuevamente con Khali y la semana siguiente en RAW con Zack Ryder.

#### 2013-2018
David Otunga participó en el Royal Rumble 2013 entrando como el número 9, pero fue eliminado por Sheamus. El 18 de marzo en Raw fue derrotado por Ryback. Desde entonces, David Otunga ha estado haciendo el trabajo de promoción de la WWE en el backstage. Tras estar ausente de la WWE, David Otunga regresó el 28 de octubre en Raw, cuando se llevó a cabo una entrevista para WWE.com después de que The Big Show demandó a la WWE y Triple H lo despidió.
Regresó el 6 de abril en WrestleMania 30 tratando de ganar el trofeo en memoria de André The Giant siendo eliminado. Otunga no volvió a hacer ninguna aparición en la WWE hasta que regresó a los eventos en vivo el 9 de enero de 2015. 
El 5 de julio de 2015 hizo su regreso a la acción en un house show, perdiendo ante R-truth, 
Otunga, que ahora rara vez se presenta en el ring, reemplazó a Alex Riley como uno de los presentadores del pre-show semanal de Raw en WWE Network actualmente esta en los pre-shows de RAW junto con Corey Graves. El 19 de julio fue seleccionado para estar en los comentarios de los programas SmackDown y Main Event. En el episodio del 23 de junio de SmackDown, Otunga reemplazó temporalmente a Jerry Lawler en el equipo de comentaristas, después de que Lawler fuera suspendido por WWE. Después del draft de la WWE de 2016, se anunció que Otunga se uniría al equipo de comentaristas de SmackDown a tiempo completo, junto a Mauro Ranallo y John "Bradshaw" Layfield, donde se desempeñó como comentarista face en contraste con el comentario hell del talón de JBL. Hasta el 10 de abril el aún pertenecía a la mesa de comentarios de SmackDown Live. Pero luego en la noche debido al WWE Superstar Shake-up 2017 fue anunciado después del programa Raw a través de los medios sociales de la WWE. Su envió a la marca roja Raw a cambio de Byron Saxton a SmackDown Live, pero debido a su participación en una película, fue reemplazado por Booker T, tras el regreso de Otunga, Booker siguió siendo comentarista de Raw Color, mientras que Otunga se convirtió en panelista previo al espectáculo. Por el momento solamente aparece en los pre-show de los PPV's. Dejó la compañái silenciosamente ya que su perfil en la página de WWE.com lo mostraba trabajando en ninguna marca.

## Vida personal
Otunga, cuyo padre Moses era nacido y criado en Nairobi (Kenia), se graduó en la Harvard Law School. Otunga se casó con la cantante y actriz Jennifer Hudson, Otunga le propuso matrimonio en el cumpleaños número 27 de Hudson. Otunga acompañó a Hudson a lo largo de primavera y otoño del 2008, en los eventos de promoción para el debut del álbum. En agosto del 2009, Hudson dio a luz a su primer hijo con Otunga, un niño llamado David Daniel Otunga Jr.

## Campeonatos y logros
- World Wrestling Entertainment/WWE

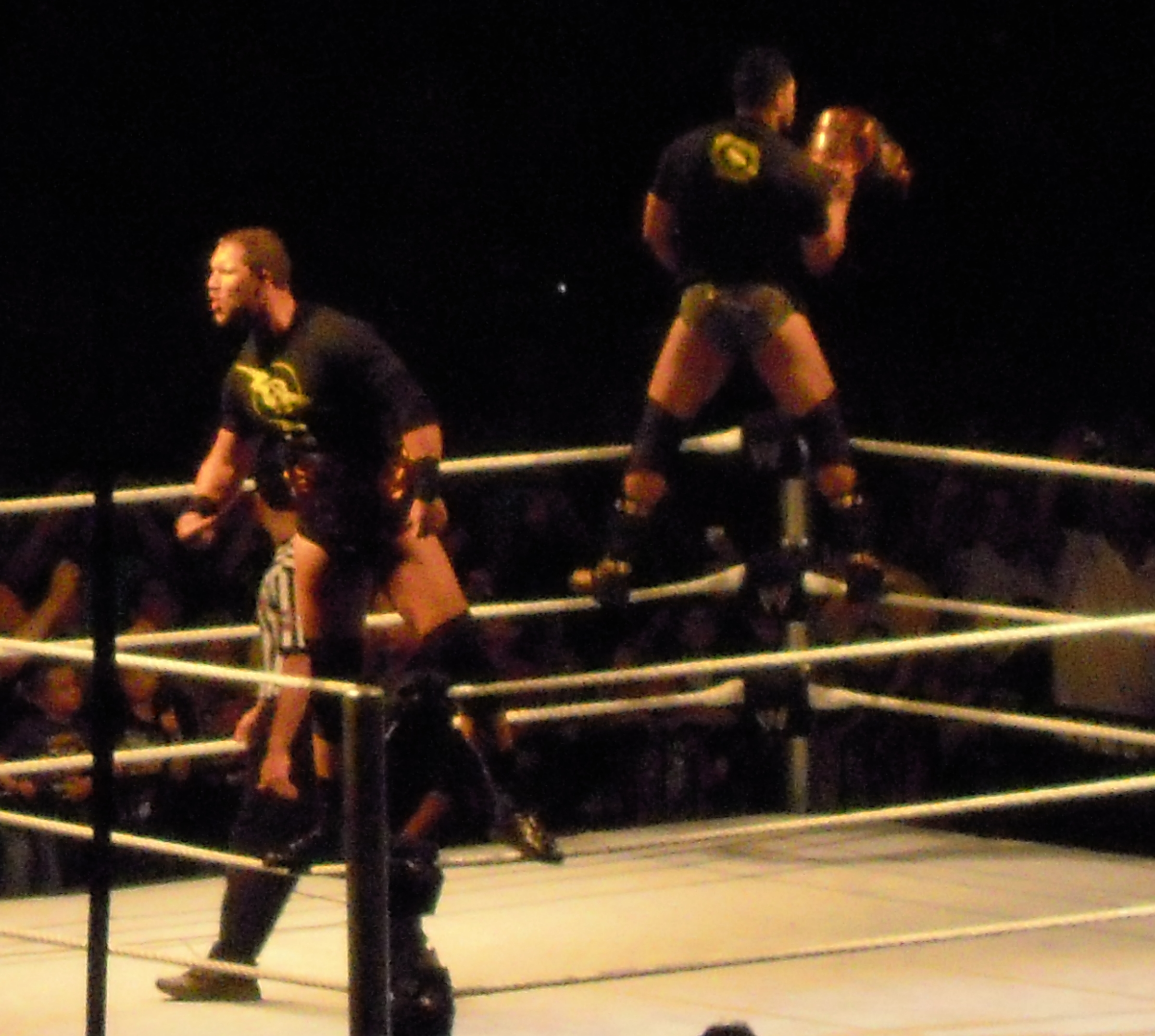
McGillicutty & Otunga como Campeones en Parejas.

  - WWE Tag Team Championship (2 veces) - con John Cena (1) y Michael McGillicutty (1)
  - Slammy Award (2 veces)[21]
    - Shocker of the Year (2010) The debut of The Nexus[22]
    - Pee-wee Herman Bowtie Award (2011)[23]

- Pro Wrestling Illustrated
  - Feudo del año (2010) – con The Nexus vs. WWE[24]
  - Luchador más odiado del año (2010) – con The Nexus[25]
  - Rookie del año (2010)
  - Situado en el Nº207 en los PWI 500 de 2010[26]
  - Situado en el Nº97 en los PWI 500 de 2011[27]
  - Situado en el Nº84 en los PWI 500 de 2012[28]
  - Situado en el Nº198 en los PWI 500 de 2013[29]